# ヨーゼフ・アントン・リードル
ヨーゼフ・アントン・リードル (Josef Anton Riedl)はドイツの電子音楽と現代音楽の作曲家。1927年生(29と誤記されたものもあり)、2016年没。

## 略歴
ヘルマン・シェルヘンのグラヴェザノ電子音楽スタジオで学んだ第一期生として知られる。彼の興味はもちろん電子音にもあったが、エドガー・ヴァレーズやカール・オルフのような視覚的表現との融合にあった。1959年からはジーメンス電子音楽スタジオでも研鑽を積み、ドイツの電子音楽業界の中核に座る。とはいえ、彼の表現はまったく粘ることがなく、打楽器音楽に興味を示したこともあり硬質でさっぱりとした表現が特徴である。「E・ライツの映画＜速度＞への音楽」では打楽器音と映像の同期が試みられているほか、1970年代以後は純器楽作品を完全に欠いたわけではないものの、ほとんどが視覚メディアとの融合作品である。2009年にはRZ EDITIONで56年間の軌跡が二枚組のCDで販売されたが、彼本人が創作歴の割には寡作であったことも含めて、その重要性はドイツ国外ではあまり認識されているとは言えずアジア圏への紹介は低かった。第3回エリザベート・シュナイダー国際作曲コンクールの審査員メンバーであったが、ゲラルト・エッケルトほかに賞を授け、これが最後の審査員活動になった。
著名な弟子にはペーター・ミヒャエル・ハーメル、ミヒャエル・レンツ、ロレンツォ・フェレーロが含まれる。

## 受賞歴
- 1979 Schwabinger Kunstpreis
- 1988 Bundesverdienstkreuz am Bande
- 1996 Musikpreis der Landeshauptstadt München
- Josef Anton Riedl war Ehrenmitglied der Deutschen Gesellschaft für Elektroakustische Musik